# Informationeller Kapitalismus
Der informationelle Kapitalismus bezeichnet eine kapitalistische Wirtschaftsform, die Informationen als Rohstoff behandelt. Geprägt wurde der Begriff durch den Soziologen Manuel Castells. Im Rahmen seiner Arbeiten zur Netzwerkgesellschaft hat er den Begriff in seiner Trilogie Informationszeitalter entwickelt.
Die Produktionsweise im Kapitalismus hat sich seit den 1970er Jahren durch die Entwicklung neuer Informationstechnologien verändert. Mit dem Begriff des informationellen Kapitalismus möchte Castells zum einen die Rolle der Informationen in der Gesellschaft betonen. Vor allem möchte er aber darauf aufmerksam machen, dass unter den neuen technologischen Bedingungen der Umgang mit Informationen und deren Verbreitung eine fundamentale Bedeutung haben. Der Kapitalismus ist informationell, da die Produktivität dieser Wirtschaftsform von der Produktion, Verarbeitung und Anwendung von Informationen abhängt.
Castells erwähnt den informationellen Kapitalismus im Kontext seiner Gesellschaftsanalyse der Netzwerkgesellschaft auch in Verbindung mit Globalität und Vernetzung. All diese Phänomene sind bei Castells nicht unabhängig voneinander zu sehen, weshalb er die Begriffe „informationeller“ und „globaler Kapitalismus“ beide zur Beschreibung der neuen Wirtschaftsform nutzt.

## Kontexteinordnung
Der informationelle Kapitalismus lässt sich in Manuel Castells Zeitdiagnose der Netzwerkgesellschaft einordnen. Er zeigt in seinen Arbeiten zur Netzwerkgesellschaft drei große gesellschaftliche Entwicklungen der Informatisierung auf. Erstens geht Castells davon aus, dass es seit den 1970er Jahren eine informationstechnologische Revolution gab, die in den USA begann und sich global verbreitet hat. Ausgangspunkt der technologischen Revolution waren die drei Bereiche informationstechnologische Fertigungen, Telekommunikation und Finanzdienstleistungen. Über diese Bereiche haben sich die technologischen Veränderungen verbreitet. Zentral für diese Revolution ist die Entwicklung der Informations- und Kommunikationstechnologien (IuK). Sie führte dazu, dass sich ein neues technologisches Paradigma durchgesetzt hat und sich die vorherrschende Sozialstruktur als Netzwerkgesellschaft beschreiben lässt. Zweitens spricht Castells die Krise des Kapitalismus um 1970 an. Der Kapitalismus habe sich in ihrer Folge nicht aufgelöst, sondern neu strukturiert. Auf der Basis von neuen Informations- und Kommunikationstechnologien hat sich eine informationelle kapitalistische Produktionsweise entwickelt. Der informationelle Kapitalismus ist das Resultat dieser Veränderung des Kapitalismus und wird von Castells zur Beschreibung dieser neu entwickelten Wirtschaftsform verwendet. Drittens schreibt Castells von Veränderungen sozialer und kultureller Art, die zu einer neuen Kultur – einer realen Virtualität – führten. Diese Kultur wandelt sich nach Castells durch die neuen technologischen Bedingungen insofern, dass sich eine neue symbolische Umwelt bildet, „in der Virtualität den Charakter des Realen annimmt“ (Jochen Steinbicker).
Die wichtigste Entwicklung, die zur Entstehung des informationellen Kapitalismus führte, ist der veränderte Umgang mit Informationen und Wissen (zur Unterscheidung siehe Kapitel Wissen und Information). Wissen und Informationen waren schon in früheren Revolutionen von Bedeutung und erlangten nicht erst in der informationstechnologischen Revolution an Wert. Was sich allerdings verändert hat, ist, dass sie nun die Produktivkräfte der neu entstandenen Wirtschaftsform darstellen. Wissensproduktion, Kommunikation und Informationsverarbeitung sind dabei die wichtigsten Quellen im informationellen Kapitalismus. Er beruht nicht mehr auf Industrie und der Produktion von materiellen Gütern, sondern auf Informationen und Wissen. Castells fasst diese Entwicklung in den Satz:

„Es geht um Technologien, die Informationen bearbeiten, und nicht um Informationen, mit denen Technologie bearbeitet wird wie bei den früheren technologischen Revolutionen.“

Der industrielle Kapitalismus beruhte auf menschlicher Arbeit, industriellem Kapital und Massenproduktion. Der informationelle Kapitalismus stellt einen Bruch dieses Wirtschaftssystems dar. Er ist geprägt durch ein neues Verständnis von Wissen und einem veränderten Verhältnis zwischen Kapital, Arbeit und Wissen. Nach einer Produktionssteigerung zwischen den Jahren 1950 und 1973 kam es zu einer Sättigung des industriellen Kapitalismus und in den nachfolgenden Jahren verringerte sich die Produktivität. Durch das Streben der Unternehmen nach Rentabilität und Wettbewerbsfähigkeit, machten sich die Unternehmen die neuen Technologien zu Nutze und erschlossen neue Märkte. Durch Deregulation und die Integration nationaler Märkte bildete sich eine globale Wirtschaftsform und damit einhergehend ein globales Netzwerk. Im informationellen Kapitalismus ist Information der „Rohstoff vernetzter Handelsprozesse, in denen der Mehrwert vor allem über den Austausch von Daten, Kenntnissen und professionellen Know-how produziert wird.“ (Ludger Heidbrink). Durch diesen Austausch von Wissen, Daten und Informationen wurde die Produktivität wieder gesteigert. Der informationelle Kapitalismus bewegt sich nicht mehr nur auf politisch-ökonomischer Ebene, sondern auf globaler Ebene durch die Globalisierung und die globale Integration von lokalen und nationalen Märkten. Informationeller Kapitalismus zeichnet sich also zum einen aus durch das neue technologische Paradigma und zum anderen durch die Globalisierung von Handel, Investitionen, Produktion und Konsum. Deshalb ist er nicht an geographische oder staatliche Grenzen und Märkte geknüpft. Akteure im informationellen Kapitalismus sind überwiegend globale Unternehmen und Unternehmensnetzwerke. Die globale Netzwerkstruktur ist nach Christian Fuchs Ergebnis der modernen Antagonismen Wettbewerb / Konkurrenz und Kooperation.
Zusammenfassend zeichnet sich der informationelle Kapitalismus durch drei Charakteristika aus:
1. Nicht mehr Energie, sondern Informationen und Wissen sind wichtig für die Produktivität und Wettbewerbsfähigkeit.
2. Unternehmen organisieren sich in Netzwerken.
3. Wichtige wirtschaftliche Geschäfte laufen global und in Echtzeit ab.[13]

Die dominierende Produktionsweise hat sich von Agrarwirtschaft erst zur Produktion, dann zu Dienstleistungen hin zu Informationen entwickelt. Neben den drei Wirtschaftssektoren (Landwirtschaft, Produktion und Dienstleistungen) wird daher auch von einem quartären Sektor – dem Informationssektor – gesprochen. Auch wenn der Informationssektor immer bedeutender wird, bedeutet das nicht, dass die anderen Sektoren abnehmen oder weniger wichtiger werden. Durch die neuen Technologien ist es aber möglich, dass alle Sektoren informationeller werden. Durch die elektronische Datenverarbeitung werden immer mehr Bereiche wissensbasiert. Der Begriff Informationssektor hat sich aber noch nicht überall durchgesetzt, weshalb es Beschäftigtenzahlen (in Deutschland) bisher nur für die drei gängigen Sektoren gibt.

## Begriffsgeschichte
Das Werk Der Aufstieg der Netzwerkgesellschaft, in dem Castells den Begriff des informationellen Kapitalismus prägte, erschien erstmals 1996 in englischer Sprache unter dem Titel The Rise of the Network Society als erster Band der Trilogie The Information Age. Dort wird das Phänomen als informational capitalism bezeichnet. Die deutschsprachige Übersetzung der drei Bände wurde 2001–2003 unter dem Titel Das Informationszeitalter erstveröffentlicht; der erste Band erschien 2001. Castells führt darin den Begriff des informationellen Kapitalismus ein, um die neu entstandene Wirtschaftsform zu beschreiben, die sich im Zusammenhang mit der Informatisierung und dem Aufstieg der Informationsgesellschaft entwickelt hat. Er selbst benutzt den Begriff in diesem ersten Band jedoch lediglich ein Mal; meist spricht er allgemeiner von einer „informationellen Ökonomie“. Im dritten Band Jahrtausendwende benutzt er den Begriff des informationellen Kapitalismus dann aktiver.
Synonym wird der Begriff beispielsweise bei Peter A. Berger und Heike Kahlert in einem Konferenzbeitrag zu Castells Trilogie genutzt. 2013 wurde der Begriff in das Handwörterbuch zur Gesellschaft Deutschlands aufgegriffen, um damit im Eintrag zur Informationsgesellschaft die kapitalistische Informationsgesellschaft zu beschreiben. Auch findet er Verwendung in Jochen Steinbickers Werk zur Theorie der Informationsgesellschaft, um verschiedene theoretische Ansätze zu dem Thema zu vergleichen. Der informationelle Kapitalismus wurde ebenfalls von Rudi Schmiede genutzt, um mit Castells den Kern der Gegenwartsdiagnosen Wissens- und Informationsgesellschaft zu beschreiben.
Der Begriff wird in der Literatur von den Autoren so angewendet, wie Castells ihn verstanden und genutzt hat. Die Begriffe informationeller und globaler Kapitalismus werden wie bei Castells nicht immer klar voneinander abgegrenzt und auch oft gemeinsam verwendet. Ebenso wird der allgemeinere Begriff Ökonomie statt Kapitalismus genutzt.
Anwendungsgebiete sind vor allem Arbeiten in Bezug auf die Netzwerk- und Informationsgesellschaft. Anwendungsbeispiele sind eine Analyse des geistigen Eigentums im informationellen Kapitalismus und eine Analyse der Arbeit im informationellen Kapitalismus. Aber auch in anderen Fachgebieten wie der Genderforschung wird der Begriff des informationellen Kapitalismus genutzt, in diesem Fall als Analyserahmen einer geschlechtertheoretisch informierten Gesellschaftstheorie.

## Wissen und Information
Wissen und Informationen sind wichtige Bestandteile des informationellen Kapitalismus. Beiden wurden gesellschaftliche Zeitdiagnosen gewidmet (Wissensgesellschaft und Informationsgesellschaft). Die beiden Zeitdiagnosen missachten jedoch den kapitalistischen Aspekt der Gesellschaft, der im Begriff des informationellen Kapitalismus Beachtung findet.
Im Wissensmanagement wurde eine Wissenstreppe entwickelt, die die Unterscheidung zwischen Informationen und Wissen verdeutlicht. Informationen sind Daten ohne Bedeutung. Sie sind nur Daten, die versendet oder empfangen werden. Dennoch haben sie keinen Kontext. Wissen ist an ein Subjekt und an einen Kontext gebunden. Wissen ist abhängig von Interpretationen und Verständigung. Wissen ist Information, die von einem Subjekt durch eigene intellektuelle Leistung verarbeitet wurde.

## Kapitalismuskritik
Mit traditionellen Maschinen wurden durch Handarbeit oder Rohstoffe Waren und Produkte produziert. In der modernen Maschine – dem Computer – wird mit mentaler Arbeit durch binäre Verarbeitung ein Wissensprodukt produziert. Mentale Arbeit wird vergegenständlicht. An der Verbreitung von Wissensarbeit, Wichtigkeit von Innovationen und Expertise lässt sich erkennen, dass Wissen in der modernen Gesellschaft ebenso wichtig ist wie Arbeit, Kapital und Macht. Eine Besonderheit von Wissen und Informationen im Gegensatz zu herkömmlichen Rohstoffen liegt darin, dass sie durch ihre Nutzung nicht verbraucht werden.
In der aktuellen Diskussion gibt es einige unterschiedlichen Haltungen. Viele Diskurse behandeln das Thema Eigentum im informationellen Kapitalismus. Sacheigentum wird zunehmend zu geistigem Eigentum. Eigentumsrechte können nicht mehr wie in der Marx’schen Kritik der politischen Ökonomie betrachtet werden, da sich der Eigentumscharakter digitaler Güter und geistigen Eigentums verändert hat. Von Bedeutung wird, wie dieses geistige Eigentum geschützt werden kann (beispielsweise durch Patente). Historisch waren Produzenten von ihren Produktionsmitteln getrennt. Diese Trennung wurde „mit der massenhaften Verbreitung von Reproduktions- oder Vervielfältigungstechnologien für digitale Güter partiell aufgehoben“ (Sabine Nuss). Nutzer der neuen Informationstechnologien – vor allem des Internets – entwickeln sich immer mehr von Konsumenten zu Produzenten (Prosumer), da sie den Online Content selbst erzeugen und mitgestalten. Kritisiert wird hier auf der einen Seite, dass diese Prosumer ausgebeutet werden, da sie unentgeltlich produzieren. Große Firmen wie beispielsweise Facebook oder Google profitieren von den Aktivitäten der User, die als Arbeit beschrieben werden können. Der Wert dieser Arbeit wird dadurch erzeugt, dass sich Organisationen das erzeugte Allgemeingut aneignen. Auf der anderen Seite wird argumentiert, dass die heutige freie Arbeit auf Social-Media-Plattformen nicht mehr mit der Werttheorie von Marx betrachtet werden sollte. Bei Marx hing der Wert der Arbeit von der aufgebrachten Zeit ab. Arbeit sei heute zu komplex und Wert zu abstrakt. Die direkte Verbindung zwischen Arbeit und Zeit bestehe heute nicht mehr in dieser Art; und durch Arbeitsteilung und Kooperationen ist die individuelle Arbeit des Einzelnen oftmals nicht mehr zu identifizieren. Wichtiger für den Wert wird Personal Branding, Reputation, Selbstverwertung und Einflussnahme. Information kann im informationellen Kapitalismus Ware, Dienstleistung, Allgemeingut, Privatbesitz oder auch eine Vermischung aus alle dem sein. Ihr Wert bemisst sich weniger an Geld, als an dem Interesse und ihrer Verbreitung. Deshalb sei es die Aufgabe der Kapitalismuskritik, diese neuen Eigentums- und Nutzungsformen auszumachen.

## Verwandte Begriffe
Im Bereich der Gegenwartsdiagnosen Wissens- und Informationsgesellschaft gibt es sehr viele Begriffe, die ähnliche Phänomene beschreiben und sich auch nur schwer voneinander unterscheiden lassen. Auch zum informationellen Kapitalismus gibt es einige verwandte Begriffe.
Im Zuge der Erklärung des informationellen Kapitalismus nennt Rudi Schmiede einige verwandte Begriffe wie den digitalen Kapitalismus oder den knowledge capitalism. Digitaler Kapitalismus bedeutet, dass die Digitalisierung immer mehr Bereiche der Wirtschaft umfasst, und wird vor allem im politischen Diskurs genutzt. Der Wissenskapitalismus ist angelehnt an die Zeitdiagnose Wissensgesellschaft, beschreibt aber das gleiche wie der informationelle Kapitalismus.
Manuell Castells grenzt sich mit dem vorangestellten Adjektiv informationell vom informationsbasierten Kapitalismus ab, da er nicht nur die Gegenwart von Informationen im Kapitalismus betonen möchte, sondern den veränderten Umgang mit Informationen und Wissen.
Informationeller Kapitalismus ist nach Castells nicht nur informationell, sondern auch global, und ist deshalb eng mit dem globalen Kapitalismus verknüpft. Dieser Begriff beschreibt „eine Wirtschaft, deren Kernkomponenten die institutionelle, organisatorische und technologische Fähigkeit besitzen, als Einheit in Echtzeit oder in gewählter Zeit auf globaler Ebene zu funktionieren“ (Manuel Castells).
In der aktuellen Kapitalismusforschung richtet sich der Blick auch speziell auf diese Netzwerke, von denen Castells spricht. In diesem Zusammenhang hat Nick Srnicek 2016 ein Buch zum Plattformkapitalismus (Platform Capitalism) herausgebracht. Darin wird ebenso die Entwicklung der neuen Informationstechnologien betrachtet und hat den Fokus auf der Verwertung von Daten (statt Informationen) im Internet und dem Aufbau von Plattformen als unternehmerisches Konzept.

### Primärliteratur
- Manuel Castells: The rise of the network society. The information age. Blackwell, Cambridge 1996, ISBN 1-55786-616-3.
- Manuel Castells: Der Aufstieg der Netzwerkgesellschaft. Das Informationszeitalter (= Wirtschaft, Gesellschaft, Kultur. Band 1). VS Verlag, Wiesbaden 2001, ISBN 3-8100-3223-9.
- Manuel Castells: Jahrtausendwende. Das Informationszeitalter (= Wirtschaft, Gesellschaft, Kultur. Band 3). VS Verlag, Wiesbaden 2003, ISBN 3-8100-3225-5.

### Sekundärliteratur
- Nina Degele: Heteronormativitätskritik light: Manuel Castells’ Beitrag zu einer geschlechtertheoretisch informierten Gesellschaftstheorie. In: H. Kahlert, C. Weinbach (Hrsg.): Zeitgenössische Gesellschaftstheorien und Genderforschung. Gesellschaftstheorien und Gender. Springer VS, Wiesbaden 2015, ISBN 978-3-531-19936-8, S. 38–43.
- Ludger Heidbrink: Wie die Information uns verwirrt: Manuel Castells Trilogie über die Netzwerkgesellschaft liegt nun vollständig auf Deutsch vor. In: Die Zeit. Nr. 19/2003.
- Rudi Schmiede: Wissen und Arbeit im ‚Informational Capitalism‘. In: Andrea Baukrowitz u. a. (Hrsg.): Informatisierung der Arbeit – Gesellschaft im Umbruch. Ed. Sigma, Berlin 2006, ISBN 3-89404-547-7, S. 457–490.
- Rudi Schmiede: Informationeller Kapitalismus und Subjekt. In: Martin Kronauer, Julijana Ranc, Andreas Klärner (Hrsg.): Grenzgänge: Reflexionen zu einem barbarischen Jahrhundert. Humanities Online, Frankfurt am Main 2006, ISBN 3-934157-49-1, S. 244–254 (online).
- Jochen Steinbicker: Zur Theorie der Informationsgesellschaft. Ein Vergleich der Ansätze von Peter Drucker, Daniel Bell und Manuell Castells. 2. Auflage, VS Verlag, Wiesbaden 2011, ISBN 978-3-531-18054-0, S. 79–109.
- Christian Fuchs: Internet and society. Social theory in the Internet age (= Routledge research in information technology and society. Band 8). Routledge, New York/Abingdon 2008, ISBN 978-0-415-96132-5.
- Christian Fuchs: Critique of the political economy of informational capitalism and social media. In: Christian Fuchs, Marisol Sandoval (Hrsg.): Critique, social media and the information society. (Routledge studies in science, technology and society; 23) Routledge, New York 2014, ISBN 978-0-415-84185-6 (Hbk.), ISBN 978-0-415-72108-0 (Pbk.), S. 51–65.
- Adam Arvidsson, Elanor Colleoni: Value in Informational Capitalism and on the Internet. In: The Information Society: An International Journal. Band 28, Nummer 3, 2012, S. 135–146.